# 韩姳木
韩姳木（韩语： Han Myeongmok，1991年2月1日—），马山市出身，韩国男子举重运动员，2017年世界举重锦标赛男子62公斤级抓举银牌得主、2019年第49届挑战210赛男子67公斤级金牌得主。